# Donau zwischen Regensburg und Straubing
Donau zwischen Regensburg und Straubing este o arie protejată (arie de protecție specială avifaunistică — SPA) din Germania întinsă pe o suprafață de 3.276,43 ha, integral pe uscat.

## Localizare
Centrul sitului Donau zwischen Regensburg und Straubing este situat la coordonatele 48°58′14″N 12°22′47″E / 48.9706°N 12.3797°E.

## Înființare
Situl Donau zwischen Regensburg und Straubing a fost declarat arie de protecție specială avifaunistică în septembrie 2006 pentru a proteja 41 de specii de animale.

## Biodiversitate
Situată în ecoregiunea continentală, aria protejată nu include niciun habitat protejat.
La baza desemnării sitului se află mai multe specii protejate de  păsări (41): lăcar-de-rogoz (Acrocephalus schoenobaenus), lăcar-de-lac (Acrocephalus scirpaceus), pescăruș albastru (Alcedo atthis), rață lingurar (Anas clypeata), rață mică (Anas crecca crecca), rață cârâitoare (Anas querquedula), Anas strepera strepera, Ardea cinerea cinerea, Ardea purpurea purpurea, barză albă (Ciconia ciconia ciconia), erete de stuf (Circus aeruginosus), erete vânăt (Circus cyaneus), cristeiul de câmp (Crex crex), ciocănitoarea de stejar (Dendrocopos medius), egretă albă (Egretta alba), egretă mică (Egretta garzetta), șoimul rândunelelor (Falco subbuteo), becațină comună (Gallinago gallinago), Gallinago media, codalb (Haliaeetus albicilla), piciorong (Himantopus himantopus), sfrâncioc roșiatic (Lanius collurio), pescăruș-cu-cap-negru (Larus melanocephalus), Limosa limosa limosa, gușă albastră (Luscinia svecica), gaia neagră (Milvus migrans), gaia roșie (Milvus milvus), Numenius arquata arquata, Nycticorax nycticorax nycticorax, grangur (Oriolus oriolus), vultur pescar (Pandion haliaetus), viespar (Pernis apivorus), bătăuș (Philomachus pugnax), ciocănitoare verzuie (Picus canus), cresteț pestriț (Porzana porzana), pițigoi-pungar (Remiz pendulinus), mărăcinar (Saxicola rubetra), chiră de baltă (Sterna hirundo), fluierar de mlaștină (Tringa glareola), fluierarul cu picioare roșii (Tringa totanus), nagâț (Vanellus vanellus).